# 尼古拉·博布里科夫
尼古拉·伊万诺维奇·博布里科夫（俄语：Никола́й Ива́нович Бо́бриков；1839年1月27日—1904年6月17日）是一名俄罗斯将官、政治家。博布里科夫曾任芬兰总督和芬兰军区总督。在被任命为总督后，由于推行强硬的俄罗斯化政策，芬兰民众对他深恶痛疾。1904年，博布里科夫被芬兰民族主义者尤金.紹曼刺殺身亡。

## 生平

### 早年
尼古拉·伊万诺维奇·博布里科夫生于1839年1月15日，后来考上俄国的第一军校。毕业后，他成为一名中尉，并在皇家卫队服役。此后，他在喀山军区服役，后在诺夫哥罗德担任参谋长。1869年，晋升为上校。一年后，他被调到圣彼得堡帝国卫队执行特殊任务。这给了波布里科夫进入朝廷的机会。1878年，他成为少将。

### 芬兰总督
1898年，沙皇尼古拉二世任命博布里科夫为芬兰总督和芬兰军区总司令。
上任后，他在芬兰大公国推行了俄罗斯化计划，主要有以下11点:
- 芬兰军队的统一。
- 限制国务大臣的权力。
- 介绍处理帝国和大公国共同案件的特别方案。
- 将俄语作为参议院以及教育和行政上的官方语言。

博布里科夫很快在芬兰变得非常不受欢迎和憎恨，因为他是削减大公国广泛自治权的坚定支持者。在19世纪后期，大公国的广泛自治权与俄罗斯建立统一和不可分割的俄罗斯国家的野心发生了冲突。1899年，尼古拉二世签署了《二月宣言》，从传统的芬兰观点来看，这标志着第一个“压迫年代”的开始。在这份宣言中，沙皇下令，如果符合俄国帝国的利益，可以在立法上推翻芬兰的议会。50万芬兰人认为该法令是对芬兰宪法的一次政变，他们向尼古拉二世签署了一份请愿书，要求撤销该宣言。皇帝甚至没有接待带来请愿书的代表团。
1900年，博布里科夫发布命令，要求所有政府部门之间的通信必须用俄语进行，并要求学校增加俄语教育。芬兰军队在1901年被废除，芬兰义务兵现在可以被迫与俄罗斯军队一起在俄罗斯帝国的任何地方服役。1902年第一次征召入伍时，只有42%的应征入伍者出现。1905年，芬兰废除了征兵制度，因为芬兰人被认为是不可靠的，但作为补偿芬兰人需要缴纳一笔额外的税收。1903年，沙皇授予博布里科夫独裁权力，使他就可以解雇政府官员、关闭报社。

### 暗杀

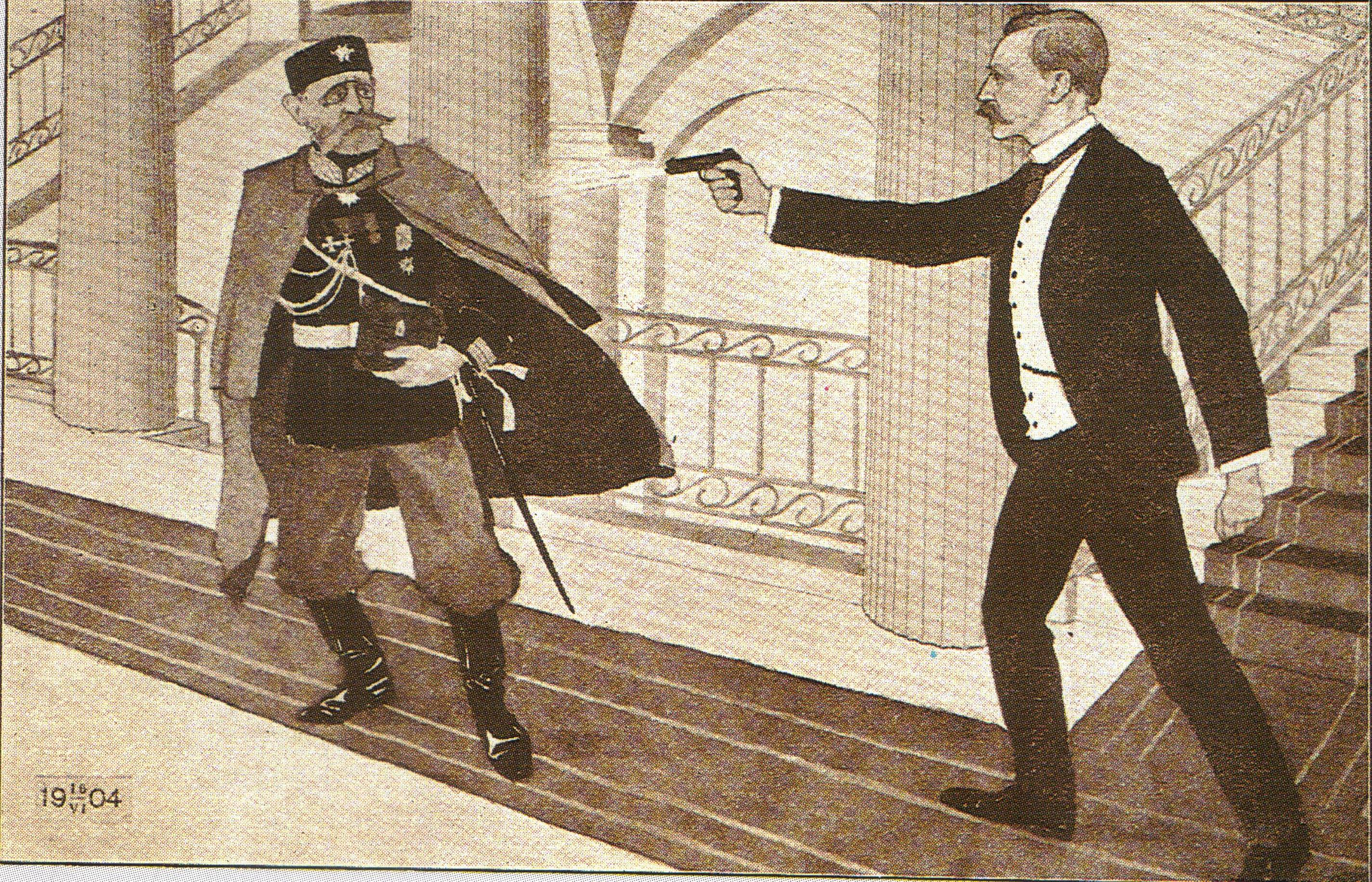
一幅由未知作者所画的暗杀图。

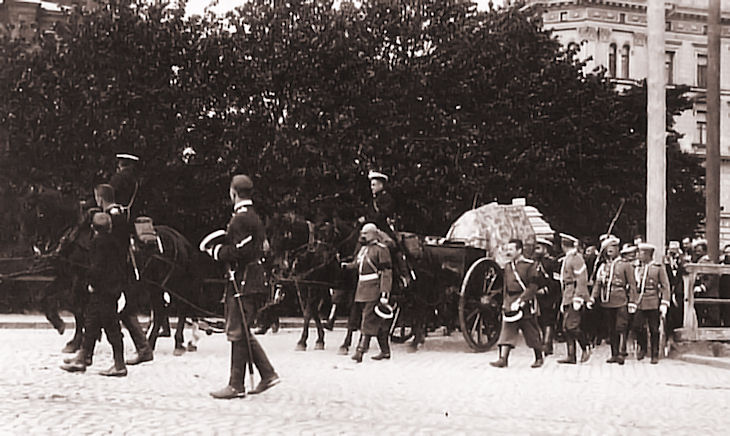
芬兰总督尼古拉·博布里科夫的灵柩被运往圣彼得堡之前，安放在赫尔辛基东正教乌斯彭斯基主教座堂里。

1904年6月16日，博布里科夫在赫尔辛基被刺客绍曼暗杀。绍曼朝博布里科夫开了三枪，然后向自己开了两枪。绍曼当场死亡，博布里科夫受了致命伤，第二天凌晨在医院去世。